# Tempo de protrombina
O tempo de protrombina (TP) ou tempo de atividade da protrombina (TAP) e seu derivado índice internacional normalizado, também conhecido como razão normalizada internacional (IIN, RNI ou INR), são medidas laboratoriais para avaliar a via extrínseca da coagulação. Em outras palavras, é um exame usado para determinar a tendência de coagulação do sangue. O tempo de protrombina normal é de cerca de 11 a 14,6 segundos. Quanto maior for o TP, menor será a concentração de protrombina no sangue. O TP mede quase que exclusivamente o fator VII.
Como quatro fatores da via extrínseca são vitamina K dependentes (fatores II, VII, IX e X) o teste é também muito usado para monitoramento do uso de anticoagulantes orais.

## Usos
O TP encontra-se alargado em casos de deficiência de alguns fatores abaixo:
- Fatores da via extrínseca:
  - Fator VII
- Fatores da via comum:
  - Fator X
  - Fator V
  - Fator II (Protrombina)
  - Fator I (Fibrinogênio)

## Metodologia
O sangue é colhido em tubo contendo citrato de sódio que age como anticoagulante. Após a coleta a amostra de sangue é centrifugada para se obter o plasma sanguíneo (parte líquida obtida após a centrifugação do sangue).
Atualmente o TP é feito por aparelhos automatizados. O aparelho a 37°C pega uma parte de plasma e adiciona automaticamente cálcio que reverte o efeito do citrato o que permite que ocorra a coagulação. Fator tissular também é adicionado à amostra e o tempo que a amostra leva para coagular é medido ópticamente.

## Resultado

### Tempo de protrombina
Expresso em segundos.
Somente quando o paciente faz uso de anticoagulante oral (desde que não seja em fase inicial de tratamento) o teste será avaliado pelo índice internacional normalizado (INR ou RNI). Nos outros casos a avaliação se dá pelo tempo de protrombina.

### Índice internacional normalizado (INR)
Como são usados diferentes tipos de fator tissular na obtenção do TP, a Organização Mundial de Saúde preconizou o uso do índice internacional normalizado (INR ou IIN) para padronizar mundialmente o resultado obtido durante o teste. Isso significa que o resultado do INR é praticamente o mesmo se usado em diferentes laboratórios no mundo inteiro. O INR  é o TP corrigido a padrões mundiais. O uso de anticoagulantes orais é avaliado somente pelo INR.
Para o cálculo do INR cada fabricante do fator tissular fornece o ISI (international sensitivity index). Normalmente o ISI fica entre 1,0 e 1,4.
{\displaystyle {INR}=\left({\frac {TP_{teste}}{TP_{poolnormal}}}\right)^{ISI}}